# Tamsweg
Tamsweg é um município da Áustria, situado no distrito de Tamsweg, no estado de Salzburgo. Tem 117,45 km² de área e sua população em 2019 foi estimada em 5.730 habitantes.